# Jessye Norman
Jessye Norman (Augusta, Georgia, 15 de septiembre de 1945-Nueva York, 30 de septiembre de 2019) fue una cantante de ópera estadounidense con registro de soprano, poseedora de una potente voz e imponente presencia en el escenario, tanto de ópera como de conciertos y recitales. Se presentó en los papeles protagónicos de las óperas más importantes del mundo.
En 1984, ganó el premio Grammy a la mejor interpretación vocal clásica, el primero de los cinco premios Grammy que obtendría durante su carrera. Además de varios doctorados honorarios y otros premios, recibió el Grammy Lifetime Achievement Award y la National Medal of Arts, y fue miembro de la British Royal Academy of Music. En 1990, el Secretario General de la ONU Javier Pérez de Cuéllar la nombró Embajadora Honoraria ante Naciones Unidas.
Norman se relaciona en particular con los papeles de Ariadne, Casandra, Dido, Alceste y Leonora en Fidelio. Grabó Ariadne auf Naxos, Salomé, Penelope, Armida, Antonia en Los cuentos de Hoffmann, el Requiem de Verdi, Dido, Santuzza, Elsa de Lohengrin, Kundry de Parsifal, Leonora, la condesa de Las bodas de Fígaro, Judith de El castillo de Barba Azul de Béla Bartók, Carmen de Bizet y Siglinda en Die Walküre.
En el campo sinfónico vocal, destacan sus grabaciones de canciones con orquesta de Mahler, Strauss, Berlioz, Ravel, Berg y Schoenberg.
La Ópera Metropolitana de Nueva York describió a Norman como «una de las grandes sopranos del último medio siglo».

## Educación e inicios
Nació en una familia de músicos aficionados; su madre y su abuela eran pianistas, su padre cantaba en un coro local. Junto a sus cuatro hermanos, todos aprendieron a tocar el piano desde temprano. Ella era una de cinco hijos Norman estudió en la Escuela Elemental Charles T. Walker, en la A.R. Johnson Junior High School, y en la Lucy C. Laney Senior High School, todas en Augusta. Comenzó cantando góspel en la Iglesia Bautista Mount Calvary a la edad de cuatro años. El armonio de la casa de sus abuelos maternos fue su primer juguete y de niña se fascinaba escuchando ópera en la radio.
Norman recibió una beca para ir a la Universidad Howard, graduándose en 1967 con un título en música, realizó un posgrado en el Instituto Peabody y luego en la Escuela de Música, Teatro y Danza de la Universidad de Míchigan con una maestría en 1968. Su carrera comenzó en Europa cuando al año siguiente, ganó la Competición Musical Internacional ARD en Múnich y obtuvo un contrato de tres años con la Ópera Alemana de Berlín.
Actuó como invitada con compañías de ópera alemanas e italianas, a menudo retratando personajes nobles de manera convincente, tanto por apariencia como por una voz única que era flexible y poderosa. Su rango de voz era amplio, desde registros de contralto hasta soprano dramático . 
Hizo su debut operístico en 1969 como Elisabeth en Tannhäuser de Richard Wagner en la Ópera Estatal de Berlín, en 1970, apareció en Florencia en el papel principal en Deborah de Handel, y en los años siguientes actuó con varias compañías de ópera, alemanas e italianas donde cantó Aida de Verdi en La Scala de Milán y Cassandra en Les Troyens .en el Covent Garden de Londres, La Africana de Giacomo Meyerbeer y óperas de Mozart y Haydn.
Continuó cantando papeles principales con muchas otras compañías, incluida la Opera Metropolitana de Nueva York, la Lyric Opera de Chicago, la Ópera de París y la Royal Opera de Londres. 

## Consagración
Regresó a los Estados Unidos para su debut en concierto en el Lincoln Center en 1973. Posteriormente realizó ese año importantes recitales debutantes en Londres y Nueva York. 
En 1975, Norman se mudó a Londres y no tuvo apariciones en ópera durante los siguientes cinco años. Permaneció activa internacionalmente como recitalista y solista en obras como Elijah de Mendelssohn y Les Béatitudes de Franck. Regresó a Estados Unidos nuevamente en 1976 y 1977 para realizar una extensa gira e conciertos. Norman realizó una gira por Europa durante la década de 1970, ofreciendo recitales de obras de Schubert, Mahler, Wagner, Brahms, Satie, Messiaen y varios compositores estadounidenses contemporáneos, con gran éxito de crítica. 
Su primera aparición operística en los Estados Unidos se produjo en 1982 en la Opera Company de Filadelfia, donde apareció como Yocasta en Oedipus rex de Stravinsky y como Dido de Purcell.
Debutó en 1983 en la Metropolitan Opera en Les Troyens de Berlioz en una producción que inauguró la temporada del 100 aniversario de la compañía.
En la década siguiente se sucedieron importantes adiciones a su repertorio como Sieglinde en La valquiria, Ariadne auf Naxos, Madame Lidoine en Diálogos de carmelitas de Poulenc, la Judith de Barba Azul de Bartok y Erwartung de Schönberg. Aunque nunca cantó Tristán e Isolda en escena, su versión de la "Muerte de amor" (Liebestod) ha sido un clásico en sus recitales con orquesta.
Se destacó particularmente en obras de Berlioz, Wagner y lieder de Strauss, recordándose sus interpretaciones de las Wesendonck Lieder y las Cuatro últimas canciones.
Además de sus representaciones operísticas, desarrolló una rica carrera de recitalista en lieder y espirituales. Colabora con otros artistas: estrenó el ciclo de canciones woman.life.song de la compositora Judith Weir, una obra encargada para ella por el Carnegie Hall, con textos de Toni Morrison, Maya Angelou y Clarissa Pinkola Estés; interpretó una selección de música sacra de Duke Ellington; grabó un álbum de jazz, Jessye Norman Sings Michel Legrand e intervino en el proyecto de Vangelis titulado Mythodea.
Cantó en la segunda toma de posesión del presidente Ronald Reagan el 21 de enero de 1985, en la celebración del 60 cumpleaños de la reina Isabel II en 1986 cantó God Save the Queen, y La Marsellesa para celebrar el 200 aniversario de la Revolución Francesa el 14 de julio de 1989.
Desde principios de la década de 1990, Norman vivió en Croton-on-Hudson, Nueva York, en una finca conocida como "The White Gates".
Actuó en la Gala del 150.º aniversario de Chaikovski en Leningrado y apareció en la Opera lírica de Chicago en el papel principal de Alceste de Gluck en 1990. Cantó espirituales estadounidenses con la soprano Kathleen Battle en el Carnegie Hall ese año. 
 Al año siguiente, actuó en un concierto grabado en vivo con Lawrence Foster y la Orquesta de la Ópera de Lyon en Notre-Dame de París. En 1993 cantó el papel principal en la producción de la Metropolitan Opera de Ariadne auf Naxos. En 1994, Norman cantó en el funeral de la ex primera dama Jacqueline Kennedy Onassis.
Norman actuó en la ceremonia de apertura de los Juegos Olímpicos de Verano de 1996 en Atlanta, cantando "Faster, Higher, Stronger". En enero de 1997, actuó en la segunda toma de posesión del presidente estadounidense Bill Clinton, cantando "¡Oh libertad!". En 1998, realizó un recital en el Carnegie Hall incorporando música sacra de Duke Ellington, compuesta para combo de jazz, cuarteto de cuerdas y piano. En 1999, Norman colaboró con el coreógrafo y bailarín Bill T. Jones en un proyecto para el Lincoln Center de la ciudad de Nueva York, llamado "How! Do! We! Do!". En 2000, lanzó un álbum, I Was Born in Love with You, con las canciones de Michel Legrand. La grabación, revisada como un proyecto cruzado de jazz, contó con Legrand al piano, Ron Carter al bajo y Grady Tate a la batería.
El 28 de junio de 2001, Norman y Kathleen Battle interpretaron Mythodea de Vangelis en el Templo de Zeus Olímpico en Atenas, Grecia. El 11 de marzo de 2002, Norman interpretó " America the Beautiful " en un servicio que inauguró dos columnas monumentales de luz en el sitio del antiguo World Trade Center, como un monumento a las víctimas de los ataques terroristas del 11 de septiembre de 2001. en la ciudad de Nueva York. En 2002, regresó a Augusta para anunciar que financiaría una escuela piloto de artes para niños en el condado de Richmond.
En noviembre de 2004, André Heller y Othmar Schmiderer como director de fotografía dirigieron un documental sobre la vida y el trabajo de Norman , que documentaba su música, así como su política y problemas sociales. En 2006, Norman colaboró con el coreógrafo de danza moderna Trey McIntyre para una actuación especial durante el verano en el Vail Dance Festival. 
En marzo de 2009, Norman fue el comisario de Honor! , una celebración del legado cultural afroamericano. El festival honró a pioneros y artistas afroamericanos con conciertos, recitales, conferencias, paneles de discusión y exhibiciones organizadas por Carnegie Hall , el Teatro Apollo , la catedral de San Juan el Divino y otros sitios de la ciudad de Nueva York. 
En enero del 2010 se presentó en el palacio municipal de Álamos, Sonora, México durante el décimo sexto Festival Alfonso Ortiz Tirado FAOT Internacional, organizado por el Instituto Sonorense de Cultura (ISC).
Norman dejó de interpretar ópera en conjunto y se concentró en cambio en recitales y conciertos. 
Fue miembro de los consejos de administración para el Carnegie Hall, City-Meals-on-Wheels en la ciudad de Nueva York, el Teatro de Danza de Harlem, el Jardín Botánico de Nueva York, la Biblioteca Pública de Nueva York, la Fundación Nacional de la Música, y el Fundación Elton John contra el sida. Fue miembro de la junta y portavoz de la Fundación SLE Lupus, y también portavoz de Partnership for the Homeless. Formó parte del Patronato de la Asociación de Ópera de Augusta y del Paine College.
Según la Encyclopædia Britannica: "A mediados de la década de 1980, ella era una de las cantantes soprano dramáticas más populares y respetadas del mundo".
Los críticos también fueron efusivos, aplaudiendo tanto su imponente presencia como su amplia gama. Edward Rothstein del New York Times describió la voz de Norman como una "gran mansión de sonido" después de presenciar su recital de 1992 en Avery Fisher Hall. "Define un espacio extraordinario", escribió. "Tiene enormes dimensiones, que se extienden hacia atrás y hacia arriba. Se abre a vistas inesperadas. Contiene habitaciones iluminadas por el sol, pasillos estrechos, pasillos cavernosos. La señorita Norman es la dueña real de este dominio, con una presencia física adecuada a su amplitud vocal".

## Fallecimiento
Norman sufrió una lesión en la médula espinal en 2015. Murió en Mount Sinai Morningside en Manhattan el 30 de septiembre de 2019, a la edad de setenta y cuatro años. La causa de la muerte fue "shock séptico e insuficiencia multiorgánica secundaria a complicaciones" de la lesión en la médula espinal.
El funeral público de Norman se llevó a cabo en su ciudad natal de Augusta, Georgia. Hablaron el actor Laurence Fishburne, el sociólogo Michael Eric Dyson, Clive Gillinson de Metropolitan Opera, el activista de derechos civiles Vernon Jordan y el alcalde Hardie Davis.
Norman fue conmemorada con un homenaje de gala en el Metropolitan Opera House, el 24 de noviembre de 2019.

## Escuela de artes Jessye Norman
Entre las sesiones de grabación y las actuaciones, la soprano también llevó a cabo proyectos de participación social destinados a retribuir a la comunidad y defender las artes. El más destacado entre estos esfuerzos fue la Jessye Norman School of the Arts, un programa gratuito de bellas artes después de la escuela lanzado en la ciudad natal de la cantante en 2003.

## Memorias
El 6 de mayo de 2014, la editorial Houghton Mifflin Harcourt publicó las memorias de Norman, Stand Up Straight and Sing!

## Honores y premios
- 1966: ganadora del concurso de canto de la Sociedad Nacional de Artes y Letras
- 1968: Primer premio en el Concurso Internacional de Música ARD en Múnich
- 1973, 1976, 1977: Galardonada con el Grand Prix du Disque de Francia por álbumes de lieder de Wagner, Schumann, Mahler y Schubert
- 1982: Premio Gramophone por su grabación de Four Last Songs de Strauss
- 1982: Músico del año de la revista Musical America
- 1984: Premio Grammy a la mejor interpretación solista vocal clásica por "Ravel: Songs of Maurice Ravel"[2]
- 1984: Commandeur de la Orden de las Artes y las Letras de Francia[15]
- 1984: El Museo Nacional de Historia Natural de Francia nombró una orquídea.[15]
- 1987: Miembro de la Royal Academy of Music[6]
- 1988: Premio Grammy a la mejor grabación de ópera por "Wagner: Lohengrin"[2]
- 1989: Premio Grammy a la mejor grabación de ópera por "Wagner: Die Walküre"[2]
- 1989: Legión de honor (Francia)
- 1989: Miembro honorario del Jesus College, Cambridge
- 1990: Embajadora honoraria ante las Naciones Unidas por el secretario general de la ONU, Javier Pérez de Cuéllar
- 1991: su ciudad natal, Augusta, Georgia, le dedicó el anfiteatro de Riverwalk Augusta[17]
- 1992: Premio Golden Plate de la Academia Estadounidense de Logros (Academy of Achievement)
- 1995: Cruz austriaca de honor para la ciencia y el arte, primera clase
- 1997: Ganador de la Medalla Radcliffe de 1997, presentada anualmente por la Asociación de Antiguos Alumnos de Radcliffe College para honrar a las personas cuyas vidas y trabajos han tenido un impacto significativo en la sociedad[15]
- Marzo de 1997: Honrada por Associated Black Charities de Nueva York en la 11.ª Cena Anual de Premios Black History Makers por sus contribuciones a las artes y la cultura afroamericana
- Diciembre de 1997: Kennedy Center Honors (la receptora más joven en los 20 años de existencia de los Honors)[17]
- 1998: Premio Grammy a la mejor grabación de ópera por "Bartók: Bluebeard's Castle"[2]
- 1999: Salón de la Fama de la Música de Georgia[17]
- 2000: Eleanor Roosevelt Val-Kill Medal por su trabajo en la lucha contra el lupus, el cáncer de mama, el sida y el hambre[17]
- 2000: Alumna sobresaliente por la Universidad de Howard
- 2002: Incorporado al Salón de la Fama de la Música Clásica Estadounidense
- 2006: Premio Grammy a la Trayectoria[2]
- 2006: Premio Edison (Oeuvreprijs)
- Premio Ace de la Asociación Nacional de Televisión por Cable por "Jessye Norman en Notre Dame"
- 2009: Medalla Nacional de las Artes entregada por el presidente Barack Obama en una ceremonia en la Casa Blanca en febrero de 2010[18]
- 2013: Medalla Spingarn de la NAACP
- 2015: Premio de la Fundación Wolf de las Artes (con Murray Perahia)
- 2018: 12.º Premio Glenn Gould de la Fundación Glenn Gould[21]
- 2018: Medalla de oro de la Royal Philharmonic Society

### Doctorados honorarios
Norman recibió doctorados honorarios de más de 30 colegios, universidades y conservatorios. 
- 1982: Doctorado honorario de la Universidad de Howard
- 1984: Doctorado honorario del Conservatorio de Música de Boston
- 1984: Doctorado honoris causa de Sewanee: Universidad del Sur
- 1988: Doctorado honorario de la Universidad de Harvard[1]
- 1989: Doctorado honorario de la Universidad de Cambridge, Reino Unido
- 1990: Doctor honoris causa en Música por la Escuela Juilliard[1]
- 1990: Doctorado honorario de la Universidad Yale[1]
- 1996: Doctorado honorario en Bellas Artes de la Universidad Wesleyana
- 2011: Doctorado honoris causa por la Manhattan School of Music
- 2011: Doctorado honoris causa por la Northwestern University
- 2013: Doctorado honoris causa por la Universidad de Rochester
- 2015: Doctorado honorario de la Universidad de Oxford, Reino Unido[22]
- 2019: Doctorado honorario del Conservatorio de Música de Nueva Inglaterra, Boston

## Discografía

### Ópera
- Bartok, El Castillo de Barbazul (A Kékszakállú Herceg Vára, dir. Pierre Boulez, con Peter Fried (basso), Orquesta de París (Live Recording/Radio France, 2006, CD4063 House of Opera
- Beethoven, Fidelio (Léonore), con Reiner Goldberg y Kurt Moll dir. Bernard Haitink 1989 (Decca)
- Bizet, Carmen (Carmen), dir. Seiji Ozawa, con Neil Shicoff, Simon Estes y Mirella Freni 1988 (Decca)
- Debussy, L'Enfant prodigue (Lia), dir. Gary Bertini, con José Carreras y Dietrich Fischer-Dieskau (Orfeo)
- Fauré, Pénélope (Pénélope), dir. Charles Dutoit con Alain Vanzo y José van Dam (Erato)
- Gluck, Alceste (Alceste), dir. Serge Baudo, con Nicolai Gedda y Siegmund Nimsgern (Orfeo)
- Haydn, Armida (Armida), dir. Antal Dorati (Philips)
- Haydn, La vera costanza (Rosina), dir. Antal Dorati (Philips)
- Mascagni, Cavalleria rusticana (Santuzza), dir. Semën Byčkov, con Dmitrij Chvorostovskij 1990 (Decca)
- Meyerbeer, L'Africaine (Sélica), dir. Riccardo Muti (live a Firenze, 1971) (Opera d'oro)
- Mozart, Idomeneo (Idamante), dir. Colin Davis, con Heather Harper y Nicolai Gedda (live a Roma, 25 de marzo de 1971) (Opera d'oro)
- Mozart, Die Gärtnerin aus Liebe, versión alemana de La finta giardiniera (Arminda), dir. Hans Schmidt-Isserstedt, con Helen Donath, Werner Hollweg, Ileana Cotrubaș, Hermann Prey y Tatiana Troyanos (Philips)
- Mozart, Le nozze di Figaro (La condesa), dir. Colin Davis, con Mirella Freni y Wladimiro Ganzarolli 1971 (Decca)
- Offenbach, La Belle Hélène (Hélène), dir. Michel Plasson con John Aler, Gabriel Bacquier y Jean-Philippe Lafont, 1984 (EMI)
- Offenbach, Les Contes d'Hoffmann (Giulietta), dir. Sylvain Cambreling, con Neil Shicoff y José van Dam (EMI)
- Offenbach, Les Contes d'Hoffmann (Antonia), dir. Jeffrey Tate, con Cheryl Studer, Francisco Araiza, Eva Lind, Anne-Sofie von Otter y Samuel Ramey 1989 (Decca)
- Purcell, Dido y Eneas (Dido), con Thomas Allen y Patricia Kern dir. Raymond Leppard 1985 (Decca)
- Schoenberg, Erwartung, dir. James Levine (Philips)
- Strauss, Ariadne auf Naxos (Primadonna/Ariadne), dir. Kurt Masur, con Julia Varady, Dietrich Fischer-Dieskau, Edita Gruberova (Philips)
- Strauss, Salomè (Salomé), dir. Seiji Ozawa, con James Morris (Philips)
- Stravinski, Oedipus rex (Jocasta), dir. Seiji Ozawa, con Peter Schreier, Bryn Terfel y Georges Wilson (narratore) (Philips)
- Stravinski, Oedipus rex (Jocasta), dir. Colin Davis, con Thomas Moser, Siegmund Nimsgern y Michel Piccoli (narrador) (Orfeo)
- Tippett, A Child of our Time, dir. Colin Davis, con Janet Baker y John Shirley-Quirk (Philips)
- Verdi, Il corsaro (Medora), dir. Lamberto Gardelli, con Montserrat Caballé y José Carreras (Philips)
- Verdi, Un giorno di regno (Giulietta), dir. Lamberto Gardelli, con Fiorenza Cossotto y José Carreras (Philips)
- Verdi, Aida (Aída), dir. Nino Sanzogno, con Pedro Lavirgen y Fiorenza Cossotto (Opera d'oro)
- Wagner, Muerte de Isolda (Isoldes Liebestod) de Tristán e Isolda, dir. Herbert von Karajan (Deutsche Grammophon)
- Wagner, Opera Scenes (Tristán e Isolda, Tannhäuser- Elisabeth, extr. actos II & III, El buque fantasma- balada de Senta, acto II, El crepúsculo de los dioses-escena final), dir. Klaus Tennstedt (EMI)
- Wagner, Lohengrin (Elsa), dir. Georg Solti, con Plácido Domingo (Decca) - Grammy Award for Best Opera Recording 1989
- Wagner, Die Walküre (Sieglinde), dir. James Levine, con Gary Lakes, James Morris, Hildegard Behrens y Christa Ludwig (Deutsche Grammophon)
- Wagner, Die Walküre (Sieglinde), dir. Marek Janowski, con Siegfried Jerusalem, Kurt Moll y Theo Adam (RCA)
- Wagner, Parsifal (Kundry), dir. James Levine, con Plácido Domingo (Deutsche Grammophon)
- Weber, Euryanthe (Euryanthe), dir. Marek Janowski, con Nicolai Gedda (Berlin Classics)

### Lied, canciones.
- Berg, Sieben frühe Lieder, Altenberg Lieder, Jugendlieder, dir. Pierre Boulez (Sony)
- Berg, Der Wein, dir. Pierre Boulez (Sony)
- Berlioz, La Mort de Cléopâtre, dir. Daniel Barenboim (Deutsche Grammophon)
- Berlioz, Les Nuits d'été, dir. Colin Davis (Philips)
- Berlioz, Romeo e Giulietta, dir. Riccardo Muti (EMI)
- Brahms, Lieder, piano Daniel Barenboim (Deutsche Grammophon)
- Brahms, Lieder, piano Geoffrey Parsons (Philips)
- Brahms, Rhapsodie pour alto, dir. Riccardo Muti (Philips)
- Chausson, Poème de l'amour et de la mer, Chanson perpétuelle, Mélodies, dir. Armin Jordan, piano Michel Dalberto (Erato)
- Duparc, Mélodies, piano Dalton Baldwin (en Les Chemins de l'amour, Philips)
- Mahler, Lieder eines fahrenden Gesellen, dir. Bernard Haitink (Philips)
- Mahler, Kindertotenlieder, dir. Seiji Ozawa (Philips)
- Mahler, Das Lied von der Erde, dir. Colin Davis, con Jon Vickers (Philips)
- Mahler, Das Lied von der Erde, dir. James Levine, con Siegfried Jerusalem (Deutsche Grammophon)
- Mahler, Des Knaben Wunderhorn, dir. Bernard Haitink, con John Shirley-Quirk (Philips)
- Mahler, Lieder, piano Irwin Gage (in Schubert/Mahler, Philips)
- Poulenc, Mélodies, piano Dalton Baldwin (en Les Chemins de l'amour, Philips)
- Ravel, Shéhérazade, dir. Colin Davis (Philips)
- Ravel, Sheherazade, Chansons madécasses, miembros del Ensemble Intercontemporain y BBC Symphony Orchestra, dir. Pierre Boulez, Norman, Harper, Van Dam, (Sony) - Grammy Award for Best Classical Vocal Solo 1985
- Ravel, Chansons madécasses, Chanson du rouet, piano Dalton Baldwin, violonchelo Renaud Fontanarosa, flauta Michel Debost (EMI)
- Ravel, Deux mélodies hébraïques, piano Dalton Baldwin (en Les Chemins de l'amour, Philips)
- Satie, Mélodies, piano Dalton Baldwin (en Les Chemins de l'amour, Philips)
- Schoenberg, Brettl-Lieder, piano James Levine (Philips)
- Schoenberg, Gurrelieder (Tove), dir. Seiji Ozawa con Tatiana Troyanos y James McCracken (Philips)
- Schoenberg, Lied der Waldtaube, dir. Pierre Boulez (Sony)
- Schubert, Lieder, piano Phillip Moll (Philips)
- Schubert, Lieder, piano Irwin Gage (en Schubert/Mahler, Philips)
- Schumann, L'amour et la vie d'une femme (Frauenliebe und Leben), Liederkreis op. 39, piano Irwin Gage (Philips)
- Strauss, Quatre derniers Lieder (Vier letzte Lieder), y otros Lieder, dir. Kurt Masur 1982 (Philips)
- Strauss, Lieder, piano Geoffrey Parsons (Philips)
- Wagner, Wesendonck Lieder y Muerte de Isolda (Isoldes Liebestod), dir. Colin Davis (Philips)
- Wagner, Wesendonck Lieder, dir. Pierre Boulez (live - Gala)
- Wagner, Wesendonck Lieder, piano Irwin Gage (EMI)
- Schubert/Mahler: Lieder, piano Irwin Gage (Philips)
- Les Chemins de l'amour (Duparc, Ravel, Poulenc, Satie), piano Dalton Baldwin (Philips)
- Tchaikovsky Gala in Leningrad, dir. Youri Temirkanov, con Itzhak Perlman y Yo-Yo Ma: Chansons françaises op. 65, n.° 1 "Sérénade" & 6 "Rondel" ; "Adieu, forêts", extr. de La Pucelle d'Orléans (RCA)
- Jessye Norman: Edinburgh International Festival 1972 (Brahms, Ravel, Schubert, Strauss) (Arkadia)
- An Evening with Jessye Norman (live) (Purcell, Wagner-Wesendonck Lieder, Mahler-Rückert Lieder, Ravel-Mélodies hébraïques, Spirituals, Wolf, Debussy), piano Irwin Gage (Opera d'oro)
- Live at Hohenems (1987) (Haendel, Schumann, Schubert, Brahms, Strauss, Spirituals), piano Geoffrey Parsons (Philips)
- Jessye Norman Live - Geoffrey Parsons (1987) (Haydn, Haendel, Berg, Mahler, Strauss, Spirituals, Ravel) (Philips)
- Salzburg Recital (1990) (Beethoven, Wolf, Debussy), piano James Levine (Philips)
- La Marseillaise, dir. Semyon Bychkov (Philips, 1989, bicentenario de la revolución francesa)
- The last night of the Proms, dir. Colin Davis (Philips)

### Música sacra
- Beethoven, Missa Solemnis, dir. James Levine con Cheryl Studer, Plácido Domingo y Kurt Moll (Deutsche Grammophon)
- Brahms, Ein deutsches Requiem (Un requiem tedesco), dir. Klaus Tennstedt (EMI)
- Bruckner, Te Deum, dir. Daniel Barenboim, con Samuel Ramey e Yvonne Minton (Deutsche Grammophon)
- Franck, Les Béatitudes (oratorio), dir. Rafael Kubelik, con Brigitte Fassbaender, René Kollo, Dietrich Fischer-Dieskau (Gala)

### Sinfonías
- Beethoven, Sinfonía n.º 9, Wiener Philharmoniker, dir. Karl Böhm, con Brigitte Fassbaender, Plácido Domingo y Walter Berry (Deutsche Grammophon)
- Beethoven, Sinfonía n.º 9, Orchestra Sinfonica di Chicago, dir. Georg Solti, con Reinhild Runkel y Hans Sotin (Decca)
- Mahler, Sinfonía n.º 2, Wiener Philharmoniker, dir. Lorin Maazel, con Eva Marton (Sony)
- Mahler, Sinfonia n. 3, Wiener Philharmoniker, dir. Claudio Abbado (Deustche Grammophon)
- Mahler, Sinfonía n.º 3, Boston Symphony Orchestra, dir. Seiji Ozawa (Philips)

### Otras obras
- Spirituals, piano Dalton Baldwin (Philips)
- Spirituals in concert, dir. James Levine, con Kathleen Battle (Deutsche Grammophon)
- With a song in my heart (Richard Rodgers, Cole Porter, Jerome Kern ecc.) (Philips)
- Lucky to be me (Leonard Bernstein, George Gershwin, Kurt Weill, Michel Legrand, Billy Joel, Richard Rodgers) (Philips)
- I was born in love with you : Jessye Norman sings Michel Legrand, música de Michel Legrand, con Legrand al piano, el bajo Ron Carter y el percusionista Grady Tate, 2000 (Philips)
- Jessye Norman a Notre-Dame, dir. Lawrence Foster (Philips)
- In the Spirit: Sacred Music for Christmas (Philips)
- Christmastide (Philips)
- Les plus beaux Ave Maria et chants sacrés, dir. Kurt Redel (Philips)
- Sacred Songs, dir. Alexander Gibson (Philips)
- Amazing Grace (Philips)

## Videografía
- Berlioz, Les Troyens (Cassandre), dir. James Levine, con Plácido Domingo y Tatiana Troyanos 1983 (DVD Deutsche Grammophon-Universal)
- Strauss, Ariadne auf Naxos (Primadonna/Ariadne), dir. James Levine, con James King, Kathleen Battle y Tatiana Troyanos 1988 (DVD Deutsche Grammophon-Universal)
- Stravinski, Oedipus rex (Jocaste), dir. Seiji Ozawa, con Philip Langridge y Bryn Terfel. Dir. escena Julie Taymor (DVD Philips-Universal)
- Vangelis, Mythodea: Music for the NASA Mission: 2001 Mars Odyssey, con Kathleen Battle (DVD Sony)
- Verdi, Requiem, dir. Claudio Abbado, con Margaret Price, José Carreras y Ruggero Raimondi (DVD Arthaus Musik)
- Wagner, Die Walküre (Sieglinde), dir. James Levine, con Hildegard Behrens, Kurt Moll, Gary Lakes, James Morris y Christa Ludwig 1988 (DVD Deutsche Grammophon-Universal)
- Wagner, Muerte de Isolda (Isoldes Liebestod), dir. Herbert von Karajan, en Karajan in Salzburg (VHS Deutsche Grammophon)
- Jessye Norman sings Carmen, Orchestre national de France/Neil Shicoff, dir. Seiji Ozawa 1989 (DVD Philips)
- Hohenems Recital (Haendel, Schumann, Schubert, Brahms, Strauss, Spirituals), piano Geoffrey Parsons (VHS Philips)
- Spirituals in concert, dir. James Levine, con Kathleen Battle (VHS Deutsche Grammophon)
- The Seattle Symphony Orchestra Live From Benaroya Hall, dir. Gerard Schwarz (VHS Lark)
- Jessye Norman at Christmas (concert à Notre-Dame de Paris), dir. Lawrence Foster (DVD Philips-Universal)
- Christmastide (VHS Philips)
- Amazing Grace con Bill Moyers (VHS)
- Symphony for the Spire, con Plácido Domingo, Kenneth Brannagh, Ofra Harnoy y Charlton Heston 1992 (DVD Warner/Kultur)
- The People's Passion: A Musical for Easter, con Thomas Allen (DVD Warner)
- Marian Anderson (VHS Kultur Video)
- Jessye Norman: A Portrait (DVD Decca-Universal)